# Symmela elegans
Symmela elegans är en skalbaggsart som beskrevs av Wilhelm Ferdinand Erichson 1835. Symmela elegans ingår i släktet Symmela och familjen Melolonthidae. Inga underarter finns listade i Catalogue of Life.